# مادونا أورليان
مادونا أورليان هي لوحة رسمها فنان عصر النهضة الإيطالي رفائيل، اللوحة حالياً ضمن مقتنيات متحف كونديه في فرنسا.